# Тяньшуй
Тяньшу́й (кит. упр. 天水, пиньинь Tiānshuǐ) — городской округ в провинции Ганьсу КНР. Название происходит от истории «Тянь хэ чжу шуй» (天河注水, «небесная река вливает воду»), которую услышал ханьский император, и решил использовать первый и последний иероглифы названия в качестве названия нового округа.

## История
В 688 году до н. э. царство Цинь отвоевало эти земли у кочевых народов, и здесь были созданы уезды Гуйсянь (邽县) и Цзисянь (冀县) — одни из первых уездов в истории Китая.
При империи Хань в 114 году до н. э. был создан округ Тяньшуй (天水郡).
При империи Цзинь в 269 году была создана область Циньчжоу (秦州).
При империи Цин в 1729 году область Циньчжоу была поднята в статусе до «непосредственно управляемой» (то есть стала подчиняться непосредственно властям провинции Ганьсу, минуя промежуточную стадию в виде управы); в то время в состав области входило 5 уездов. После Синьхайской революции в Китае была проведена реформа структуры административного деления, и в 1913 году области были упразднены.
В декабре 1949 года был создан Специальный район Тяньшуй (天水专区), состоящий из 8 уездов. В феврале 1950 года урбанизированная часть уезда Тяньшуй была выделена в город Тяньшуй. В мае 1950 года уезд Чжуанлан был передан из Специального района Пинлян (平凉专区) в состав Специального района Тяньшуй; тогда же был расформирован Специальный район Миньсянь (岷县专区), и входившие ранее в его состав уезды Лунси и Чжансянь перешли в состав Специального района Тяньшуй, в котором в результате оказались 1 город и 11 уездов.
В июле 1953 года из частей уездов Циншуй, Циньань, Чжуанлан и Лунси был образован Чжанцзячуань-Хуэйский автономный район (张家川回族自治区). В октябре 1955 года Чжанцзячуань-Хуэйский автономный район был преобразован в Чжанцзячуань-Хуэйский автономный уезд.
В 1956 году уезды Лунси и Тунвэй были переданы из Специального района Тяньшуй в состав Специального района Динси (定西专区), а уезды Лисянь, Сихэ и Чэнсянь перешли из Специального района Уду (武都专区) в состав Специального района Тяньшуй.
В апреле 1958 года Специальный район Уду был присоединён к Специальному району Тяньшуй; уезды Сихэ и Лисянь были объединены в уезд Сили (西礼县), уезды Ляндан, Хуэйсянь и Чэнсянь — в уезд Хуэйчэн (徽成县). В декабре 1958 года уезд Миньсянь был передан из Специального района Тяньшуй в состав Специального района Динси, уезд Тяньшуй был присоединён к городу Тяньшуй, уезды Гангу и Чжансянь были присоединены к уезду Ушань, уезд Циншуй и Чжанцзячуань-Хуэйский автономный уезд были объединены в Циншуй-Хуэйский автономный уезд (清水回族自治县).
В ноябре 1961 года был воссоздан Специальный район Уду, а в декабре были восстановлены ранее объединённые между собой уезды. Уезды Уду, Таньчан, Кансянь, Чэнсянь и Вэньсянь перешли в состав Специального района Уду, уезд Чжансянь вошёл в состав нового Специального района Линьтао (临洮专区). В октябре 1963 года Специальный район Линьтао был расформирован, и уезд Чжансянь вернулся в состав Специального района Тяньшуй.
В 1969 году Специальный район Тяньшуй был переименован в Округ Тяньшуй (天水地区).
В сентябре 1984 года городской уезд Тяньшуй был поднят в статусе до города субпровинциального значения, при этом его территория была разделена на районы Циньчэн (秦城区) и Бэйдао (北道区). В апреле 1985 года район Бэйдао был расформирован, а его территория присоединена к уезду Тяньшуй.
Постановлением Госсовета КНР от 8 июля 1985 года Округ Тяньшуй был преобразован в Городской округ Тяньшуй. Уезд Тяньшуй и городской округ Тяньшуй были при этом расформированы, 17 волостей юго-западной части бывшего уезда Тяньшуй были присоединены к району Циньчэн, а остальные 22 волости и посёлок Бэйдао были объединены в район Бэйдао. Уезды Хуэйсянь, Ляндан, Сихэ и Лисянь были переданы в состав Округа Луннань, уезд Чжансянь — в состав округа Динси.
30 сентября 2004 года район Циньчэн был переименован в Циньчжоу, а район Бэйдао — в Майцзи.

## Административно-территориальное деление
Городской округ Тяньшуй делится на 2 района, 4 уезда, 1 автономный уезд:
| Карта                                                                                 | Карта                                 | Карта            | Карта                         | Карта         | Карта            |
| ------------------------------------------------------------------------------------- | ------------------------------------- | ---------------- | ----------------------------- | ------------- | ---------------- |
| Циньчжоу Майцзи Циншуй Циньань Ганьгу Ушань ① ① Чжанцзячуань-Хуэйский автономный уезд |                                       |                  |                               |               |                  |
| Статус                                                                                | Название                              | Иероглифы        | Пиньинь                       | Площадь (км²) | Население (2009) |
| Район                                                                                 | Циньчжоу                              | 秦州区           | Qínzhōu qū                    | 2442          | 670 000          |
| Район                                                                                 | Майцзи                                | 麦积区           | Màijī qū                      | 3452          | 610 000          |
| Уезд                                                                                  | Циншуй                                | 清水县           | Qīngshuǐ xiàn                 | 2012          | 320 000          |
| Уезд                                                                                  | Циньань                               | 秦安县           | Qín'ān xiàn                   | 1602          | 620 000          |
| Уезд                                                                                  | Ганьгу                                | 甘谷县           | Gāngǔ xiàn                    | 1572          | 620 000          |
| Уезд                                                                                  | Ушань                                 | 武山县           | Wǔshān xiàn                   | 2011          | 450 000          |
| Чжанцзячуань-Хуэйский автономный уезд                                                 | Чжанцзячуань-Хуэйский автономный уезд | 张家川回族自治县 | Zhāngjiāchuān huízú zìzhìxiàn | 1312          | 340 000          |

## Экономика
В Тяньшуе базируются компании Tianshui Huatian Electronic Group и Tianshui Huatian Technology (электроника), сигаретная фабрика компании Gansu Tobacco Industry.
Важное значение имеет туризм, особенно туры с дегустацией острого супа малатан.

## Транспорт
В 2020 году в городе начал работу трамвай.